# Georg Michael Klein
Georg Michael Klein (* 9. April 1776 in Alitzheim; † 19. März 1820 in Würzburg) war ein deutscher katholischer Geistlicher, Lehrer, Philosoph und Hochschullehrer.

## Leben
Klein besuchte das Würzburger Gymnasium und studierte darauf katholische Theologie an der Universität Würzburg. Dort wurde er wohl auch promoviert. Er wurde zunächst Weltpriester und als solcher Kaplan in Karlstadt. Im November 1804 folgte die Anstellung als Professor am Würzburger Gymnasium, zudem wurde er Rektor des Gymnasiums. Als 1805 im Rahmen des Pressburger Friedens die Regierung des Großherzogtums Würzburg an Erzherzog Ferdinand fiel, unter dessen Regie sich eine klerikale Reaktion im Würzburgischen entfaltete, wurde Klein in deren Kontext im März 1806 wieder entlassen.
Klein nutzte die Zeit nach der Entlassung für Bildungsreisen an den Rhein und in die Niederlande. Danach kehrte er nach München zurück. Dort traf er auf Maximilian von Montgelas, der ihm positiv gesinnt war und ihm 1809 eine Stellung als Professor der philosophischen Vorbereitungsklassen am Lyzeum Bamberg übertrug. 1811 versetzte man Klein als Professor und Konrektor an das Regensburger Gymnasium. Später wurde er dort Rektor der Anstalt. Anschließend war er als Studienrektor drei Jahre am Gymnasium Münnerstadt tätig.
Im Dezember 1818 wurde Klein auf den Lehrstuhl der Philosophie an der Universität Würzburg berufen. In diesem Amt starb er schließlich. Seine Ausführungen zu Schellings Philosophie wurden von Friedrich Wilhelm Joseph Schelling selbst gelobt.
Klein soll das Vorbild für den Professor der Philosophie in Nachricht von den neuesten Schicksalen des Hundes Berganza von E. T. A. Hoffmann sein.

## Publikationen (Auswahl)
- Beyträgen zum Studium der Philosophie als Wissenschaft des All, 1806.
- Die Verstandslehre, Goebhardt, Bamberg 1810.
- Versuch die Ethik als Wissenschaft zu begründen: nebst einer kurzen Einleitung in das Studium der Philosophie überhaupt, Klüger, Rudolstadt 1811.
- Anschauungs- und Denklehre, Bamberg 1818.
- Darstellung der philosophischen Religions- und Sittenlehre, Göbhardt, Bamberg 1818.